# Láloukas
Láloukas (Laloukas) är en ort i Grekland.   Den ligger i prefekturen Nomós Argolídos och regionen Peloponnesos, i den södra delen av landet, 90 km väster om huvudstaden Aten. Láloukas ligger 24 meter över havet och antalet invånare är 540.
Terrängen runt Láloukas är kuperad österut, men västerut är den platt.Runt Láloukas är det tätbefolkat, med 257 invånare per kvadratkilometer. Närmaste större samhälle är Argos, 4,5 km väster om Láloukas. Trakten runt Láloukas består till största delen av jordbruksmark.